# Кусторка
Ку́сторка — озеро в Павловском районе Нижегородской области.
Площадь поверхности — 1,56 км². Высота над уровнем моря — 71 м.

## Географическое положение
Расположено в левобережье реки Оки — Нижегородской Мещере. Самое большое озеро Павловского района.

## Происхождение
Котловина озера имеет речное происхождение. Об этом свидетельствует вытянутая дугообразная форма озера, повторяющая одну из излучин современной Оки. Кусторка — часть старого русла р. Оки. Река, согласно закону Бэра-Бабине, годами подмывала свой правый берег, смещаясь параллельно своему старому руслу. Её прежнее русло повторяют озёра Истра, Кусторка и речка Подборица, по которой происходит сток вод Кусторки в Оку.

## Этимология названия
Согласно легенде, на кусте, росшем на берегу озера повесилась девушка, не пережившая гибели своего жениха. Это место так и называлось — «куст рока» (куст судьбы). Озеро стало называться КустРОка, но со временем из-за неудобства в произношении название изменилось на «КустОРка».

## Использование и охрана озера
Озеро находится на территории Тумботинского комплексного государственного заказника. В перспективе — организация здесь особо охраняемой территории «Павловское Заочье».
На берегах озера располагается турбаза «Кусторка» и санаторий круглогодичного действия «Солнечный».